# Конеген, Светлана Юрьевна
Светла́на Ю́рьевна Ко́неген (при рождении Беля́ева; род. 1 января 1961, Ленинград) — российская тележурналистка, телеведущая, писательница, культуролог, фотограф и критик.

## Биография
Родилась 1 января 1961 года в Ленинграде. Училась в школе при Академии художеств. Окончила филологический факультет Ленинградского государственного университета по специальности «классическая филология». Позднее училась в аспирантуре Института балканистики.
В 1989 году переехала в Москву, где, печатаясь в «Независимой газете», получила известность как литературный критик и культуролог. Одновременно, печатаясь в ряде развлекательных СМИ, получила известность как «светская львица». Сотрудничала с такими журналистами как Дмитрий Пригов, Иосиф Дискин и Игорь Яркевич. В 1994—1995 годах — колумнист в Коммерсанте, и ведущая на радио «Свобода».
В 1996 году Светлана Конеген, наряду с Ириной Хакамадой, была руководителем Женского либерального фонда. В 2007 году Конеген вступила в Российскую экологическую партию «Зелёные», где получила второе место в списке на выборах в Госдуму. По политическим убеждениям Конеген выступает за равноправие женщин и мужчин, а также за защиту прав религиозных, национальных и сексуальных меньшинств.
С июня 2015 года снова сотрудничает с радио «Свобода» в качестве интервьюера на их официальном сайте.
Занимается фотографией, выставки её работ проходят в России и Италии. В ноябре-декабре 2015 года в Государственном музее архитектуры имени А. В. Щусева проходил выставочный проект «Венеция. Живое и мёртвое», содержащий более 50 фотографий, на которых изображены архитектура и ландшафт Венеции.

## Телевидение
С 1996 года Конеген работала на телевидении. В разное время являлась ведущей телевизионных передач «Сладкая жизнь» (НТВ, 1996—1997), «Положение вещей» («Культура», 1998—2000), «Ночное рандеву», «Мыло» (ТВЦ, 1999—2000), «Деликатесы» (ТВЦ, 2000—2006), а также ток-шоу «Жалобная книга» (ТВЦ, 2004). К тому времени, благодаря необычному стилю и манерам, за Конеген прочно закрепился имидж эксцентричной персоны: в разное время СМИ называли её «мисс Скандал», «мисс Унисекс», «мисс Интеллектуальное безобразие», «мисс развязность» и др.

## Личная жизнь
Её первым мужем СМИ называли немецкого математика, проживающего в Германии, от которого она получила фамилию Конеген.
В 2014 году вышла замуж вторым браком за итальянца Франко Морони. При этом они вместе жили к моменту свадьбы уже 16 лет. На свадьбе жених был в будёновке, Светлана — в старорусской фате с диадемой, и оба были в валенках. Живёт с мужем в городе Тревизо в итальянской области Венеция.
Детей нет.

## Критика
В статье О. В. Джененко «Модель фрика (made freak) как чужого / другого» Светлана Конеген приведена как характерный пример «искусственного фрика» из-за сознательного изменения своей внешности и эпатажного поведения:
Журналистка и писательница Светлана Конеген, также немолодая звезда — одна из представителей суб-культуры-фрик, вещавшая на каналах российского телевидения. <…> Она удивила не только ярким многоцветием внешнего облика (разноцветные торчащие в разные стороны волосы, очки в яркой оправе), собачкой, которая неизменно была в кадре у неё в руках, уникальным тембром голоса, но и поразила эпатажным имиджем телеведущей, отличающимся уникальной и непривычной для телезрителей манерой ведения программы.
А. В. Полонский в своей работе «Межкультурная коммуникация в контексте современности» находит установку на «эгоцентрацию» (понимаемую как процесс жесткого самообособления человека) в словах Светланы Конеген «Свобода — это наличие у каждого выбора: хочу чай пью, хочу пиво, хочу — женюсь на своей кошечке».